# Alta Floresta (gemeente)
Alta Floresta is een gemeente in de Braziliaanse deelstaat Mato Grosso. De gemeente telt 51.414 inwoners (schatting 2009).